# Guanahacabibes
Guanahacabibes es una península situada en el occidente de la isla de Cuba, pertenece al municipio de Sandino en la provincia de Pinar del Río.

## Contexto geográfico
Esta península es además parque nacional y Reserva de la Biosfera declarada por la Unesco en 1987. En ella está ubicado el punto más Occidental del archipiélago cubano: Cabo de San Antonio. Este parque se encuentra en la subregión de las penínsulas cársicas, dentro de subdistrito de la Llanura Costera Meridional y Occidental, este grupo de paisajes tiene dos denominaciones, la  Llanura Cársica y la Llanura Pantanosa de Guanahacabibes. El mismo está conformado por dos penínsulas la del Cabo de San Antonio y la de Corrientes, separadas por la ensenada de Cortés.
Sus aguas abiertas al Golfo de México son ricas en langosta y otros productos provenientes del mar. Por su situación geográfica en el Mar Caribe es con regularidad azotada por poderosos huracanes; el ciclón Ivan en 2004 y Vilma en 2005, provocaron grandes estragos en sus bosques.

## Historia
La península fue uno de los últimos refugios de los aborígenes que huyeron de los conquistadores españoles; de igual forma preserva alrededor de 140 sitios arqueológicos relacionados con la vida de estos aborígenes, conocidos en la zona como Guanahatabeyes.
Durante la guerra de 1895 por la zona de María la Gorda desembarcó una gran expedición de apoyo a la lucha, dirigida por Juan Rius Rivera. El encuentro entre éste y Antonio Maceo se produce en un lugar conocido como Puerta de la Guira en los alrededores de La Jarreta. Según un artículo de la CIDH, tras el triunfo de la Revolución cubana, se estableció el campo de concentración de Guanahacabibes donde fueron encarcelados miles de opositores al gobierno de Fidel Castro.

## Clima
El clima es de tipo tropical seco. Se caracteriza por un régimen de temperaturas que oscila entre 21,5 °C de promedio de mínimas y 29,3 °C de promedio de máximas, siendo 25.3 °C la media anual; las lluvias son de aproximadamente de 1 333,7 mm al año como promedio y la humedad relativa anual es de 81%. a los 20 °C.

## Parque nacional
El parque nacional Guanahacabibes es una de las más grandes reservas naturales y es geológicamente diferente del resto de la isla considerando que en Guanahacabibes la costa norte es pantanosa y la sur es alta con presencia de paredones (formación rocosa elevada en las costas); y en el resto de la isla es al contrario. La parte terrestre cuenta con tres áreas núcleo, estas son Cabo Corrientes, El Veral y Cabo de San Antonio, unidas por una faja estrecha de tierra a lo largo de la línea de costa.
Por otro lado el área marina se encuentra al Sur de la Reserva,  desde Jaimanitas al Este, hasta Punta Cajón al noroeste. El parque nacional emplea el ecoturismo como una alternativa económica. En ese sentido una estación ecológica y el centro de turismo María la Gorda situados en La Bajada y Cabo Corrientes respectivamente, velan por el cuidado y conservación del medio ambiente.

## Población
La población de esta zona es sumamente escasa, tiene una de las menores densidades poblacionales de Cuba. Ésta no sobrepasa los 40 habitantes, sin contar a los científicos, que realizan investigaciones una parte importante del año. En el área anterior inmediata al parque se encuentra la comunidad La Bajada, con solo 29 viviendas, un consultorio médico y una bodega, la población es de apenas 93 personas. Es importante destacar que aunque las opciones turísticas se ofrecen únicamente en la zona de La Bajada, Cabo de San Antonio y Cabo Corrientes, Guanahacabibes abarca varios poblaciones pequeñas en los que habitan mayormente pequeños agricultures y personas que están vinculadas directamente a las labores del campo: monteros, leñadores, carboneros, pescadores, etc. Siendo la agricultura el principal sustento de sus pobladores, no puede establecerse que el turismo tenga un impacto significativo en la economía de la zona debido a la carencia de encadenamientos productivos o a la limitada visión del proyecto desarrollado en su forma de abarcar a todos los ciudadanos para que sean parte de la estrategia de desarrollo sostenible que se piensa implantar.

## Flora y Fauna
Este territorio, de vírgenes bosques, posee una flora y una fauna, vasta, diversa y muy variada. Habitan allí el conocido zunzuncito o "pájaro mosca" el más pequeño del mundo. Numerosas poblaciones de cotorras, iguanas, cangrejos y otros exóticos animales pueden avistarse en sus territorios. Además posee especies vegetales de gran valor como el ébano carbonero, muy preciado por su color negro y la dureza de su madera, la yarúa, la caoba, el roble, la majagua entre otros. En resumen habitan 172 especies de aves que pertenecen a 42 familias, 11 de las cuales son endémicas y 84 son migratorias. Expertos consideran que 4 de las 7 especies de tortugas marinas que habitan el planeta han sobrevivido en Guanahacabibes. Muy valiosos son además los arrecifes de coral que posee en sus costas. 